# Anıtkabir

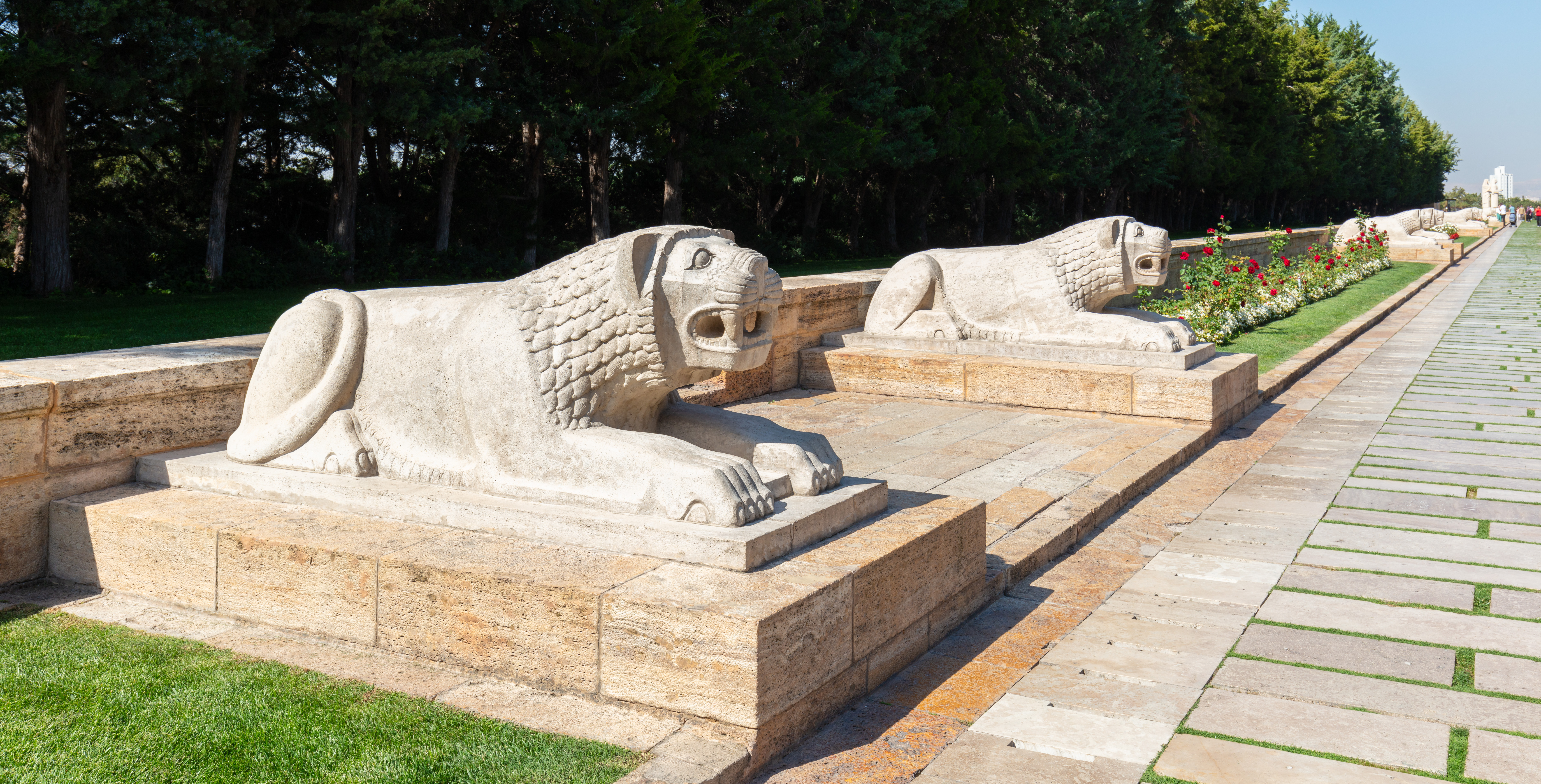
Strada dei Leoni

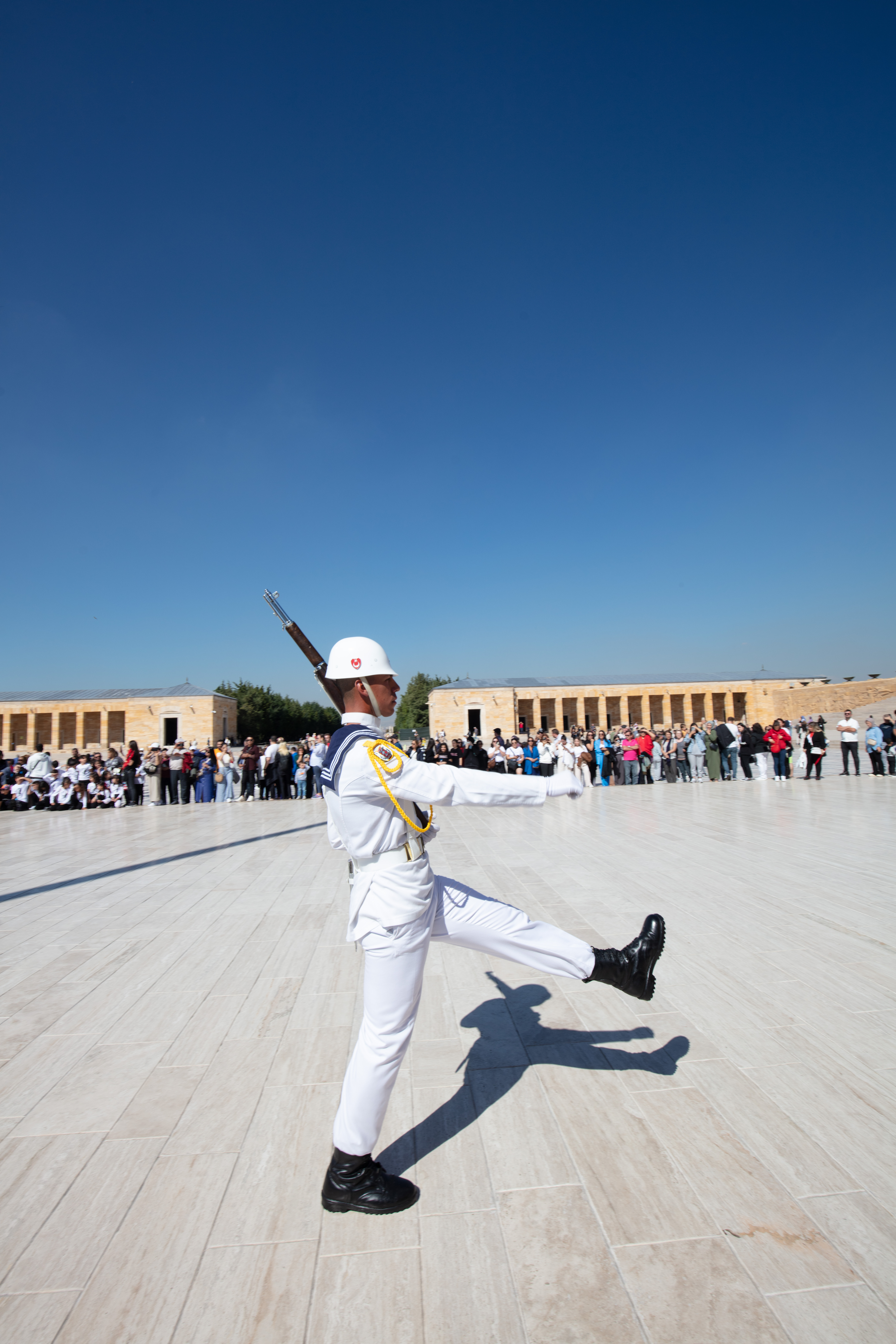
Cambio della guardia

L'Anıtkabir è il mausoleo di Mustafa Kemal Atatürk, fondatore e primo presidente della Turchia moderna. Oltre ad essere un mausoleo è anche un museo, con molti oggetti risalenti prima o all'epoca della fondazione della Repubblica. Il museo ripercorre la storia dello Stato turco, centralizzato soprattutto ad Atatürk. Si trova nella capitale turca Ankara, nel quartiere di Anıttepe. È un importante luogo turistico ove si svolgono cerimonie. Di norma, i capi di Stato durante la loro visita si recano per porre omaggio a Mustafa Kemal. Vi è sepolto anche il secondo presidente della Repubblica Turca, İsmet İnönü, morto nel 1973.

## Il concorso internazionale
Fu realizzato dagli architetti turchi Emin Onat e Orhan Arda che vinsero un concorso indetto dal governo turco il 18 febbraio 1941 per la realizzazione di un mausoleo monumentale commemorativo per il Padre della Patria (letteralmente Atatürk significa Padre dei Turchi).
A partecipare sono 49 progetti provenienti da Turchia, Italia, Germania, Svizzera, Francia e Cecoslovacchia. La commissione, composta da membri dell'amministrazione e dell'università turca, con tre membri stranieri, l'architetto tedesco Paul Bonatz, l'architetto svizzero Ivar Tengbom e l'ungherese Karoly Wichinger nominò, il 21 marzo 1942, una terna di tre progetti vincitori, quello dell'italiano Arnaldo Foschini, del tedesco Johannes Krüger e dei turchi Emin Onat e Orhan Arda.
A questa terna di vincitori, si aggiungono 5 progetti meritevoli di menzione onoraria, con il seguente ordine:
1. Roland Rohn;
2. Giovanni Muzio[3];
3. Giuseppe Vaccaro, Gino Franzi[4];
4. Hamit Kemali Söylemezoğlu, Kemal Ahmet Aru, Recai Akçay;
5. Feridun Akozan, M.Ali Handan;

Il governo turco preferì comunque adottare il progetto dei due architetti della Università tecnica di Istanbul rappresentando una migliore espressione del tema nazionale del monumento, e il 9 giugno successivo venne pubblicata la decisione finale, con vincitori Onat e Arda e con Foschini e Kruger ai quali fu assegnato il secondo posto a pari merito.